# Etéd
Etéd (románul Atid) falu Romániában Hargita megyében.

## Fekvése
Székelykeresztúrtól 22 km-re északra a Küsmöd- és a Firtos patakának összefolyásánál az Etédi-medence kiszélesedő völgysíkján fekszik. Küsmöd, Kőrispatak, Énlaka és Siklód falvak tartoznak hozzá.

## Nevének eredete
Neve a régi magyar Ete személynévből származik.

## Története
A falu egykor hetivásárairól volt híres. 1910-ben 1614 magyar lakosa volt. A trianoni békeszerződésig Udvarhely vármegye Székelykeresztúri járásához tartozott. 1992-ben 1268 lakosából 1260 magyar, 6 cigány és 2 román volt.

## Látnivalók
- Református temploma 1802-ben épült az 1792. szeptember 8-án keletkezett nagy tűzvészben elpusztult 17. századi templom helyére.
- Római katolikus temploma 1876-ban épült Szent Mihály tiszteletére az 1792-ben leégett kis kápolna helyett, tornya 1889-ben készült el.

## Híres emberek
- Egykori laktanyájában katonáskodott Kisfaludy Sándor költő és br. Jósika Miklós is.

Itt született...
- a 18. században Etédi Sós Márton költő.
- 1873-ban Gagyhy Dénes író, irodalomtörténész.
- 1949-ben Szép Sándor vegyészmérnök, kémiai szakíró, egyetemi tanár.